# Беатификация
Беатифика́ция (лат. beatificatio < beatus — счастливый, блаженный) — обряд причисления умершего к лику блаженных в католической церкви. Чин «блаженных» существует и в Православной церкви (напр., Блаженный Августин).
Беатификацию следует отличать от канонизации, в ходе которой происходит причисление праведника к лику святых: беатификация понимается как этап, предваряющий канонизацию.

## История
Разграничение между беатификацией и канонизацией было введено в Католической церкви в 1642 году папой Урбаном VIII. С этого же времени беатификация является необходимым этапом для начала процесса канонизации.
Первая беатификация по новым канонам была проведена в отношении Франциска Сальского 8 января 1662 года папой Александром VII.
Папа Бенедикт XIV установил главный набор требований к процессу беатификации:
- проверка католической ортодоксальности сочинений, если таковые имеются,
- оценка проявленных добродетелей,
- наличие факта чуда, произошедшего после смерти кандидата по молитвам к нему (это требование необязательно для мучеников).

Реформы процесса беатификации также проводились папами Павлом VI и Иоанном Павлом II.

## Ход процесса
Процесс беатификации начинает, как правило, епархия, на территории которой расположена могила праведника. Епархия представляет кандидатуру в Ватикан и получает от Святого Престола решение nihil obstat («отсутствуют возражения») на начало процесса беатификации. С этого момента умершего официально именуют титулом «слуга Божий». Обычно решение nihil obstat даётся не ранее чем через пять лет после смерти праведника, однако папа может своим решением сократить этот срок или вообще отменить. Наиболее известными случаями отмены пятилетнего срока были решения пап по кандидатурам святой Терезы Калькуттской и папы Иоанна Павла II.
Далее создается инициативная группа, начинающая сбор материалов о жизни умершего человека и свидетельств о его жизни и посмертных чудесах, своего рода досье на кандидата. Досье должно включать свидетельства о праведной жизни кандидата и о чудесах, совершившихся по его заступничеству. Информация о чудесах обязательно должна быть проверена специальной медицинской комиссией.
Также собираются доказательства об отсутствии незаконного культа, так как до провозглашения человека блаженным разрешены лишь личные формы почитания праведника.
Инициативная группа назначает постулатора — человека, компетентного в учении Церкви и богословии, который будет представлять кандидатуру будущего блаженного на епархиальном уровне и, позднее, в Ватикане.
Следующим этапом является епархиальный процесс, в ходе которого епископ и специальная комиссия рассматривают досье и, в случае положительного вердикта, передают его в Ватикан.
В Ватикане, в свою очередь, проводится некое подобие судебного процесса, на котором рассматриваются как доводы сторонников беатификации слуги Божьего, так и доводы её противников (последних до 1983 года назначали в обязательном порядке и называли «адвокатами дьявола»). Если процесс завершается в пользу кандидата, то дело рассматривает ватиканская конгрегация по делам святых. Окончательное решение о причислении слуги Божьего к лику блаженных принимает папа.
В ходе торжественного провозглашения нового блаженного, которое обычно (но не всегда) проходит в Соборе Святого Петра в ходе торжественного богослужения, открывается покрытая тканью икона блаженного и поётся гимн «Te Deum».